# Matheus Gomes
Matheus Pereira Gomes (Porto Alegre, 2 de setembro de 1991) é um político brasileiro filiado ao Partido Socialismo e Liberdade (PSOL).

## Biografia
Nascido na capital gaúcha, Matheus Pereira Gomes é filho de uma comerciária e um barbeiro e se engajou nos movimentos estudantil e negro ainda na adolescência, quando tinha 17 anos de idade e estudava em uma escola pública estadual.
Aprovado pelo vestibular da Universidade Federal do Rio Grande do Sul (UFRGS) para o curso de graduação em história, ingressou no curso superior em 2008, nos primeiros anos em que começou a ser aplicada a política de ações afirmativas na universidade gaúcha.
Em 2012, em virtude de seu histórico como ativista estudantil e, na época conhecido pelo apelido de "Matheus Gordo", ele estreou na política institucional como candidato a vereador em Porto Alegre pelo Partido Socialista dos Trabalhadores Unificados (PSTU), não conseguindo ser eleito, pois obteve apenas 672 votos e seu partido não havia atingido o quociente eleitoral.
Durante as Jornadas de Junho de 2013, ainda na condição de militante filiado ao PSTU, Matheus foi uma das lideranças estudantis engajadas no movimento popular em favor do passe livre.
Em 2016, Matheus Pereira foi aprovado em uma seleção pública para servidor público temporário no IBGE para a função de Agente de Pesquisas e Mapeamento, o que representou o seu ingresso no serviço público na área de demografia e estatística.
Alguns anos depois de concluir sua graduação, ele ingressou no mestrado da mesma instituição, onde realizou uma pesquisa historiográfica sob orientação da professora Caroline Bauer que resultou na defesa de uma dissertação em 2022 que lhe conferiu o título de mestre em história pela UFRGS.
Em 2020, ele foi eleito vereador, pelo PSOL, com a quinta maior votação da capital gaúcha, tendo sido um dos integrantes da bancada negra da Câmara Municipal de Porto Alegre, com um mandato voltado para a defesa de movimentos sociais e o combate ao racismo no município.
Nas eleições estaduais de 2022 foi eleito deputado estadual pelo PSOL a uma cadeira na Assembleia Legislativa do Rio Grande do Sul para a 56ª legislatura (2023 — 2027) com 82.401 votos. E, desde 2023, Matheus Gomes é Deputado Estadual do Rio Grande do Sul pelo PSOL.

## Influências intelectuais, pensamento e ideais
Além de parlamentar, Matheus Gomes escreve frequentemente na mídia eletrônica, como colunista de canais como o Nexo Jornal e o Esquerda Online, além de ter artigo na Revista Socialismo e Liberdade.
Em texto publicado no Nexo Jornal em fevereiro de 2021, Matheus Gomes elencou cinco obras que ele considera como mais relevantes para a atuação política que ele representa:
- Dialética radical do Brasil negro (Clóvis Moura);
- Dicionário da história social do samba (Luiz Antônio Simas e Nei Lopes);
- Quarto de despejo (Carolina de Jesus);
- Mulheres, raça e classe (Angela Davis);
- A Rebeldia do Precariado (Ruy Braga).

### Historiografia e representação negra na política
Em 2019, Matheus Gomes publicou o artigo "O primeiro candidato operário à presidência da República: um negro comunista" na edição nº 24 da Revista Socialismo e Liberdade, periódico editorado pela Fundação Lauro Campos e Marielle Franco, think tank vinculado ao PSOL, edição que contou com artigos de políticos, acadêmicos e ativistas de renome, tais como Renata Souza, Gilberto Maringoni, Luciana Boiteux, Michael Löwy, Nildo Ouriques, Sônia Guajajara e Cynara Menezes.
Nesse artigo, Matheus faz uso de sua formação historiográfica para abordar um acontecimento histórico da República Velha pouco explorado pela História que foi a trajetória da candidatura do líder sindical fluminense Minervino de Oliveira à presidente da República pelo Bloco Operário e Camponês (BOC), tendo sido primeiro negro, operário e comunista a disputar uma eleição presidencial no Brasil: as eleições de 1930.
Articulando sua pesquisa com estudos feitos por historiadores e teóricos sociais, tais como Florestan Fernandes, Pedro Chadarevian e Dainis Karepovs, Matheus Gomes aponta para uma lacuna historiográfica sobre lideranças políticas negras no período e também de maiores dados biográficos sobre o próprio Minervino, que chegou a ser eleito e a assumir como um dos intendentes parlamentares do município do Rio de Janeiro pelo BOC. Mas que, em virtude das mudanças históricas que ocorreram após 1930, tem boa parte de sua biografia ainda pouco conhecida. Assim, ele defende o surgimento de novas pesquisas sobre o tema considerando sua relevância histórica e simbólica para a agenda antirracista.

### Posições políticas
Além do compromisso com a pauta antirracista e a representação negra na política, Matheus Gomes também se ocupa de questões envolvendo ativismo social, os efeitos adversos das mudanças climáticas e os impactos da tributação sobre os mais pobres, defendendo a justiça fiscal.

## Desempenho eleitoral
| Ano  | Eleição                       | Cargo             | Partido | Coligação                  | Votos        | %     | Resultado                | Ref.   |
| ---- | ----------------------------- | ----------------- | ------- | -------------------------- | ------------ | ----- | ------------------------ | ------ |
| 2012 | Municipal de Porto Alegre     | Vereador          | PSTU    | sem coligação proporcional | 672 votos    | 0,09% | Não eleito               | [ 12 ] |
| 2014 | Estadual do Rio Grande do Sul | Deputado Federal  | PSTU    | PSOL, PSTU                 | 11.096 votos | 0,19% | Não eleito               | [ 13 ] |
| 2018 | Estadual do Rio Grande do Sul | Deputado Estadual | PSOL    | PSOL, PCB                  | 7.453 votos  | 0,13% | Não eleito (3° suplente) | [ 14 ] |
| 2020 | Municipal de Porto Alegre     | Vereador          | PSOL    | sem coligação proporcional | 9.869 votos  | 1,55% | Eleito                   | [ 15 ] |
| 2022 | Estadual do Rio Grande do Sul | Deputado Estadual | PSOL    | PSOL, REDE                 | 82.401 votos | 1,33% | Eleito                   | [ 6 ]  |